# Castelo de Engady
O Castelo de Engady é uma edificação localizada nos arredores da cidade de Caicó.
Construída pelo Monsenhor Antenor Salvino de Araújo, para ser um local de recolhimento, estudos, meditação e oração. Devido a sua arquitetura rústica em constraste com a aridez do local onde foi edificada, mostra-se como um local misterioso e místico, despertando o interesse de pessoas de vários lugares.

## Etimologia
O batismo do castelo faz referência à história bíblica do rei Davi. Pois segundo a Bíblia, Davi era perseguido pelo rei Saul, e era na fonte de Ein Gedi, na Palestina, que ele encontrava sossego e proteção.
Engady significa lugar isento de maldade.

## Construção
Sua construção demorou 11 meses ininterruptos, no período de 4 de junho de 1973 a maio de 1974.
Vários detalhes de sua arquitetura faz referências à Bíblia, como o fato de possuir sete torres, em honra ao número sagrado da Bíblia; e a presença de uma grande estrela de Davi, em ferro, cravada acima da porta principal, em homenagem a história do rei Davi.

## Estrutura
Construído em arquitetura próxima ao estilo mouro-medieval, em uma área de 51 mil metros quadrados; o castelo foi construído sobre um lajeiro, ou rochedo, tendo sua estrutura composta de pátios, terraços, peitoris, balcões, guaritas, torres, pontes, escadas, batentes, poços, tanques, fortificações, ameias, salas, dormitórios, capela, dependências de serviços domésticos, vigias, muralhas e portões.
Sua decoração é composta por quadros de representação clássica com emblemas, estandartes, espadas, lanças, carrancas, correntões, peças bíblicas e religiosas, objetos de boiadeiros e vestígios da vida bucólica.
O mobiliário foi adquirido nas fazendas, propriedades e sítios da região. As peças chegaram ali por meio de compra, troca ou oferta. Seu acervo é composto de velhas arcas, velhos armários, baús, bancos, oratórios, pilões, rústicas camas, cadeiras, tripeças e largadas peças de engenho, de casas de farinha e de vapores de algodão.
O castelo já sediou o Mosteiro das Clarissas e o Corpo de Bombeiros de Caicó temporariamente. Atualmente o mesmo foi vendido ao governo do estado, onde é gerenciado pela Fundação José Augusto, que pretende transformá-lo em casa de cultura ou uma espécie de museu.